# Quinn Sproule
Quinn Sproule (ur. 5 maja 1990 w Drumheller, Alberta) – kanadyjski hokeista.

## Kariera
- Okotoks Oilers (2008-2010)
- Alaska Anchorage Seawolves (2010-2014)
- Alaska Aces (2014-2015)
- Indy Fuel (2015)
- STS Sanok (2015-2016)

Od 2008 do 2009 przez dwa sezony grał w lidze Alberta Junior Hockey League (AJHL). Następnie występował od 2010 do 2014 przez cztery sezony w zespole akademickim amerykańskiej uczelni University of Alaska Anchorage w rozgrywkach NCAA. W sezonie 2014/2015 grał w lidze ECHL. Od września 2015 zawodnik klubu STS Sanok w rozgrywkach Polskiej Hokej Ligi.